# 六郷飛行場

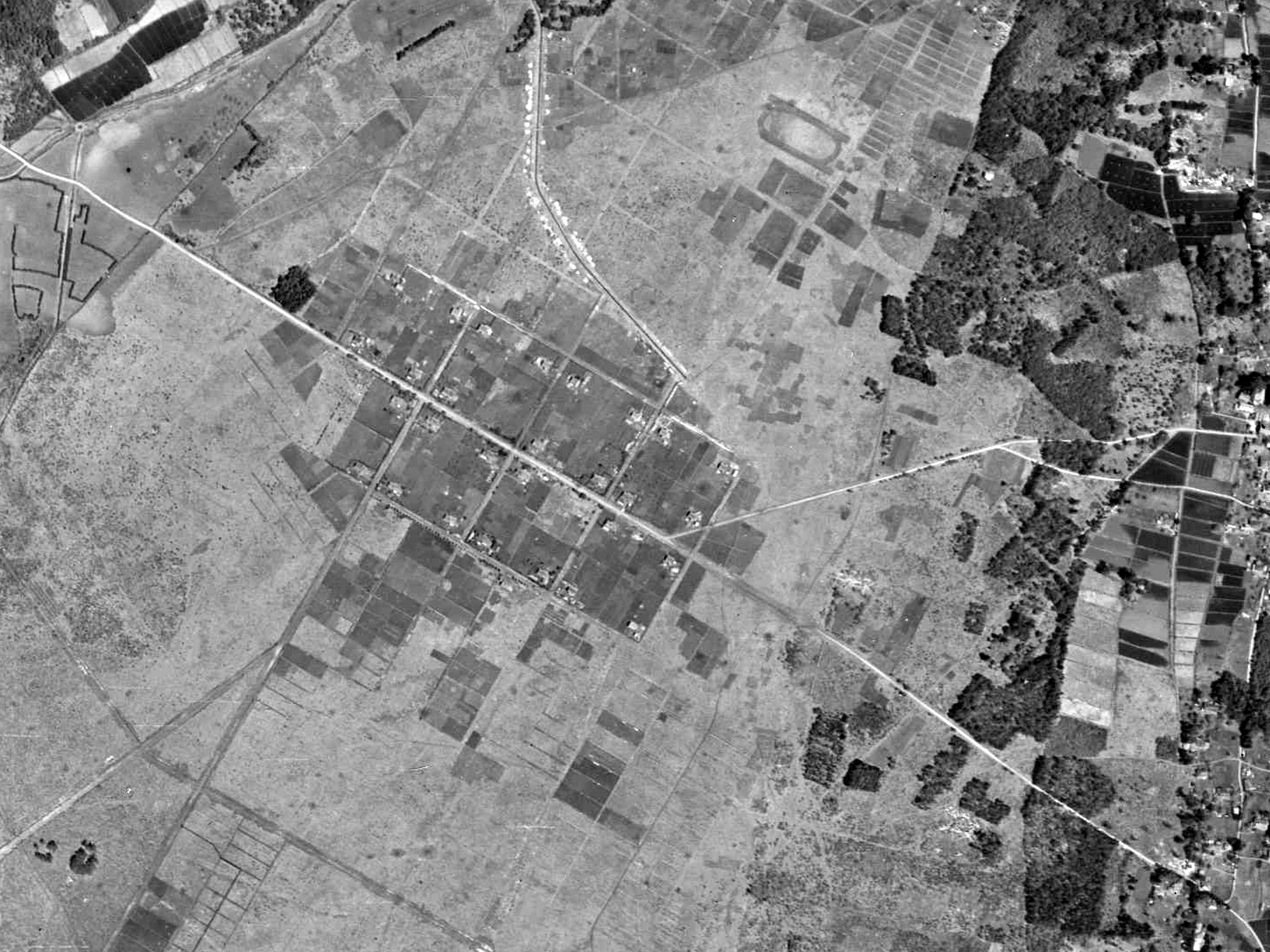
六郷飛行場跡地の空中写真（1948年）
農地化が進み、滑走路の判別が困難になっている。

六郷飛行場（ろくごうひこうじょう）は、太平洋戦争末期に陸軍が秋田県六郷町（現在の美郷町）に整備していた秘匿飛行場である。地域では明田地飛行場（みょうでんじひこうじょう）とも呼ばれている。

## 概要
昭和20年（1945）4月から陸軍では本土決戦（決号作戦）のため特攻部隊の発進基地として秘匿飛行場を全国に整備しており、その1つとして六郷飛行場が整備された。
昭和20年（1945）5月14日、第74飛行場大隊長・可児廉平少佐が六郷町役場を訪れ、明田地の原野（明天地野）に児童の手で秘匿飛行場を整備してもらえないかと打診し、近隣の国民学校10校の児童約2000名を動員して手作業で飛行場の整備が始まった。明天地野は、かつて飛行家・佐藤章が郷土訪問飛行を行って以来、しばしば飛行場として利用され、陸軍も幾度か飛行演習を実施してきた場所であった。5月28日には航空総軍が六郷での秘匿飛行場の整備を命令している（外部リンクのサイトで閲覧可能）。その後は旧制横手中学校・旧制横手高等女学校・旧制大曲高等女学校、近隣町村の成人まで動員が拡大された。
昭和20年（1945）7月15日、米軍の艦載機に飛行場を発見され機銃掃射を受けた。この艦載機は、岩手県沖に停泊中の米空母バターンから本州北部にある飛行場の攻撃を任務として発進したもので、戦闘機（グラマンF6F-5）7機と写真偵察機1機の編成、指揮官はアルバート・H・クランシー・Jr.少佐であった。空襲後も飛行場作業は続けられたが、結局未完成に終わり、終戦後、飛行場は日本軍の弾薬処分のため使用された。